# Amaraji (kommun)
Amaraji är en kommun i Brasilien.   Den ligger i delstaten Pernambuco, i den östra delen av landet, 1 600 km nordost om huvudstaden Brasília. Antalet invånare är 21 925.
Följande samhällen finns i Amaraji:
- Amaraji

Omgivningarna runt Amaraji är en mosaik av jordbruksmark och naturlig växtlighet. Runt Amaraji är det ganska tätbefolkat, med 83 invånare per kvadratkilometer.